# 哀愁探偵1756
『哀愁探偵1756』（あいしゅうたんていいちななごうろく）とはTBSにて2010年10月15日（14日深夜）から2011年3月25日（24日深夜）まで放送された木曜深夜のトークバラエティ番組である。

## 概要
本番組は、SMAPの稲垣吾郎が昭和時代や1990年代に流行した商品（玩具・家電など）や有名人を調査する一味変わったバラエティ番組である。
2011年2月11日（10日深夜）は前番組『地球のしゃべり方』が60分スペシャルであったため、初の放送休止となった。
2011年3月25日（24日深夜）を以て放送終了。

## 出演者

### 司会
- 稲垣吾郎（SMAP）
  - 番組内では「哀愁探偵1756」名義で出演。

### アシスタント
- 山田親太朗（サーターアンダギー）
  - 第3回から、番組内では「探偵助手」の肩書きで出演。

## ゲスト
| 回数              | 放送日 （TBS）  | ゲスト         |
| ----------------- | --------------- | -------------- |
| 第1回             | 2010年 10月15日 | 井川遥         |
| 第2回             | 10月22日        | 井川遥         |
| 第3回             | 10月29日        | 坂井真紀       |
| 第4回             | 11月5日         | 坂井真紀       |
| 第5回             | 11月12日        | （ゲスト無し） |
| 第6回             | 12月2日         | 片瀬那奈       |
| 第7回             | 12月17日        | 片瀬那奈       |
| 第8回             | 12月24日        | 片瀬那奈       |
| 第9回             | 2011年 1月14日  | （ゲスト無し） |
| 第10回            | 1月21日         | 高嶋政伸       |
| 第11回            | 1月28日         | 高嶋政伸       |
| 第12回            | 2月4日          | 藤原紀香       |
| 第13回            | 2月18日         | 国生さゆり     |
| 第14回            | 2月25日         | 国生さゆり     |
| 第15回            | 3月4日          | （ゲスト無し） |
| 第16回            | 3月11日         | （ゲスト無し） |
| 第17回            | 3月18日         | （ゲスト無し） |
| 第18回 （最終回） | 3月25日         | （ゲスト無し） |

## 主な企画
- 哀愁のヒット 想い出トーク
- 哀愁のヒット 今どうなってる?
- 哀愁のヒット その後

ほか

## 放送時間
- 2010年10月15日 - 2011年3月25日 金曜日0:25 - 0:55（木曜日深夜、JST）

## ネット局
※★印は『G.I.ゴロー』をネットしていた局。
| 放送対象地域   | 放送局        | 系列    | 放送日時                     | 備考       |
| -------------- | ------------- | ------- | ---------------------------- | ---------- |
| 関東広域圏     | TBSテレビ     | TBS系列 | 金曜 0:25 - 0:55（木曜深夜） | 制作局     |
| 静岡県         | 静岡放送★     | TBS系列 | 金曜 0:25 - 0:55（木曜深夜） | 同時ネット |
| 福岡県         | RKB毎日放送★  | TBS系列 | 金曜 0:25 - 0:55（木曜深夜） | 同時ネット |
| 山梨県         | テレビ山梨    | TBS系列 | 火曜 1:25 - 1:55（月曜深夜） | 4日遅れ    |
| 中京広域圏     | 中部日本放送★ | TBS系列 | 土曜 2:00 - 2:30（金曜深夜） | 8日遅れ    |
| 岡山県・香川県 | 山陽放送★     | TBS系列 | 水曜 23:50 - 翌0:20          | 6日遅れ    |
| 北海道         | 北海道放送★   | TBS系列 | 金曜 10:50 - 11:20           | 6ヵ月遅れ  |

## スタッフ
- 構成：鈴木おさむ、柳しゅうへい、美濃部達宏
- TM：丹野至之
- ENG：松本隆昭
- 編集：寺内太郎
- MA：横田良孝
- 音響効果：岡本智宏
- 美術プロデューサー：西條貴子
- 美術制作：大木章子
- 持道具：貞中照美
- メイク：アートメイク・トキ
- 技術協力：東通
- 企画協力：ジャニーズ事務所
- 制作協力：ボトム
- 編成：高橋正尚
- TK：常藤直子
- ディレクター：野口雅樹、原田薫、成田雅仁、鈴木あゆみ、小野寺智
- AP：久松理絵、藤村卓也
- プロデューサー：古谷英一
- チーフプロデューサー：小谷和彦
- チーフディレクター：瀬川郷守
- 総合演出：川口央
- 制作・著作：TBS